# Сичик-горобець яванський
Си́чик-горобе́ць яванський (Glaucidium castanopterum) — вид совоподібних птахів родини совових (Strigidae). Ендемік Індонезії.

## Опис
Довжина птаха становить 23-25 см. Верхня частина тіла яскраво-каштанова, на плечах білі плями. Нижня частина тіла білувата, поцяткована довгими, коричневими смугами. Лицевий диск не виражений, голова рудувато-коричнева, поцяткована вузькими охристими смужками. Темні плями на потилиці відсутні.

## Поширення і екологія
Яванські сичики-горобці мешкають на островах Ява і Балі. Вони живуть у вологих рівнинних і гірських тропічних лісах. Зустрічаються на висоті до 900 м над рівнем моря. Ведуть переважно нічний спосіб життя. Живляться комахами та іншими безхребетними, а також дрібними хребетними. Сезон розмноження триває з лютого по квітень.